# نورمان أبريتشارد
نورمان أبريتشارد (بالإنجليزية: Norman Uprichard)‏ مواليد 20 أبريل 1928 في أيرلندا الشمالية - الوفاة 31 يناير 2011، كان لاعب كرة قدم أيرلندي شمالي كان يلعب كحارس مرمى. سبق له أن لعب في كأس العالم لكرة القدم مع منتخب بلاده.

## المسيرة الاحترافية

### أندية لعب لها
- غلينافون
- ليسبورن ديستليري
- نادي أرسنال
- سويندون تاون
- نادي بورتسموث
- نادي ساوثيند يونايتد

## روابط خارجية
- نورمان أبريتشارد على موقع الاتحاد الدولي (مؤرشف)  (الإنجليزية)
- نورمان أبريتشارد على موقع ناشيونال فوتبول تيمز (الإنجليزية)